# Esther Povitsky
Esther Povitsky, née le 2 mars 1988, est une actrice, scénariste et productrice américaine. 

## Biographie
Esther Povitsky est né à Skokie, dans l'Illinois. Son père est juif et sa mère est chrétienne.
En 2006, Povitsky est diplômée du lycée Niles North High School à Skokie, dans l'Illinois. Elle a ensuite déménagé à Los Angeles pour poursuivre une carrière dans la comédie et le stand-up après avoir fréquenté l'Université de l'Illinois à Urbana–Champaign. Elle a étudié la comédie à Chicago, The Second City et The Groundlings. Elle se produit fréquemment dans divers lieux de Los Angeles en Californie, notamment The Comedy Store, The Ice House, et The Improv.

## Carrière
En 2018, elle est la co-créé la série humoristique Alone Together, où elle joue l'un des personnages principaux.
En 2019, elle joue l'un des rôles principaux de la série Dollface sur Hulu aux côtés de Kat Dennings, Shay Mitchell et Brenda Song.

## Vie privée
Elle est fiancée au scénariste humoristique Dave King. Ils ont accueilli leur premier enfant, une fille nommée Ace, en mars 2024.

## Filmographie

### Cinéma
- 2018 : Dude : Alicia
- 2021 : Maman, j'ai raté l'avion! (ça recommence) : Daisy Breckin

### Télévision

#### Séries télévisées
- 2011 : New Girl : Krystal
- 2013 : Parks and Recreation : Julie
- 2014 : Key & Peele : Cassie
- 2014 : Six Guys One Car : Prêteur sur gages (2 épisodes)
- 2015 : Difficult People : Cissy Donato
- 2016 : Workaholics : Jordana
- 2016 : Lady Dynamite : Kristy Coombs
- 2016 : The Amazing Gayl Pile :  Jenny (3 épisodes)
- 2016 : Brooklyn Nine-Nine : Emily
- 2016–2018 : Love : Alexis (3 épisodes)
- 2016–2019 : Crazy Ex-Girlfriend : Maya (19 épisodes)
- 2018 : Alone Together : Esther (20 épisodes)
- 2019 : Shrill : Kayla
- 2019–2022 : Dollface : Izzy (20 épisodes)
- 2021 : iCarly : Brooke
- À venir : Scroll Wheel of Time : Shirley Temple

#### Téléfilms
- 2018 : The Story Of Our Times : Candace

#### Émissions
- 2010–2011 : Jimmy Kimmel Live! (Guest, 3 épisodes)
- 2013–2015 : The Late Late Show with Craig Ferguson (Guest, 2 épisodes)
- 2013 : Last Call with Carson Daly (Guest)
- 2013 : Brody Stevens: Enjoy It! (3 épisodes)
- 2013 : Adam Devine's House Party (Épisode: "Space Jump II")
- 2014 : Talking Marriage with Ryan Bailey (Épisode: "Comedians in Car Ports")
- 2015 : Candidly Nicole (Épisode: "Ex-Girlfriend")
- depuis 2015 : Cocktales with Little Esther (Animatrice)
- 2015–2016 :@midnight (Guest, 4 épisodes)
- 2016 : Not Safe with Nikki Glaser (Épisode: "I'm the Boat")
- 2018 : Late Night with Seth Meyers (Épisode: "Leslie Jones/Tracy Letts/Esther Povitsky/John Stanier")
- 2018 : Harry (guest)